# Сергєєв Володимир Володимирович
Володимир Володимирович Сергєєв (28 січня 1944, Київ, Українська РСР, СРСР) — український футболіст і художник.

## Біографія
Народився і виріс у Києві на Подолі. Після школи навчався в художньо-прикладному училищі. Футболом почав займатися в ДЮСШ № 4, згодом грав за збірну міста і юнацьку команду «Динамо». На всесоюзному турнірі кияни виступили невдало — п'яте місце серед шести учасників. Як наслідок, до команди дублерів «Динамо» зарахували лише двох футболістів: Віктора Мірошина і Віктора Назарова, а Володимир Сергєєв став гравцем «Арсенала». В дитячій команді грав у нападі, в юнацькій — центральним хавбеком, а в команді майстрів — центральним захисником.
По завершенні сезону отримав повістку до армії. Військову службу розпочав санінструктором у Прибалтійському військовому окрузі. Через вісім місяців був переведений до клубу СКА (Рига), який брав участь у першості Збройних сил СРСР. Згодом став гравцем армійської команди майстрів класу «Б» з Хабаровська. За три роки строкової служби постійно грав у фіналах чемпіонату Збройних сил СРСР: двічі його команди завершували змагання на третьому місці і одного разу була другою.
Перед демобілізацією отримав запрошення, від Михайла Дідевича, перейти до дніпропетровського «Дніпра». Написав заяву і з тренером відправив її до Дніпропетровська, але в останній момент виник варіант з московським «Динамо». Футболіст обрав більш титулований колектив. Майже відразу після його приїзду, у новому клубові, сталися значні зміни — замість В'ячеслава Соловйова «Динамо» очолив Костянтин Бєсков. Перший мав намір омолодити склад, другий опирався на досвідчених гравців. У зв'язку з цим, Сергєєв постійно грав за команду дублерів, а в основі провів лише один матч — у фіналі турніру «Пролісок» проти кутаїського «Торпедо». Водночас, постійні тренування з такими визнаними майстрами шкіряного м'яча як Лев Яшин, Геннадій Гусаров, Ігор Численко і Геннадій Єврюжихін сприяли зростанню професіональної майстерності.
Наприкінці сезону Сергєєв зустрівся з тренером «Дніпра» Олександром Петрашевським, який повідомив, що в команді сподіваються на його переїзд до Дніпропетровська. Вже дев'ять місяців, як він знаходився у штаті одного з слюсарних цехів «Південмашу» і йому нараховували зарплату. У команді була вакантною позиція правого захисника і йому гарантували місце в основному складі.
У жовтні 1968 року старшим тренером «Дніпра» був призначений Валерій Лобановський. Молодий наставник почав впроваджувати сучасні методики тренувань і це позитивно вплинуло на результати команди. Сезон-69 «дніпряни» завершили на другій позиції у другому за рівнем дивізіоні радянського футболу. Наступного року були третіми: поступилися путікою в елітну лігу алма-атинському «Кайрату» лише по різниці забитих-пропущених м'ячів. У сезоні-71 «Дніпро» достроково став переможцем першої ліги і здобув перепустку до класу найсильніших. Дебют виявився вдалим, декілька турів дніпропетровці йшли третіми, а завершили чемпіонат на шостому місці. Протягом усього часу Володимир Сергєєв був гравцем основного складу, надійно грав у захисті і постійно долучався до атакувальних дій команди.
1973 року старшим тренером призначили Віктора Каневського, який не бачив місця для Сергєєва у своїх тактичних побудовах. Єдиним варіантом для продовження кар'єри була Казань, куди поїхав разом з Анатолієм Сизовим і Олексієм Семеновим. У першому сезоні «Рубін» став одним з трьох переможців другої ліги, а 1975 рік завершив середняком першої ліги. Потім керівництво вирішило комплектувати команду тільки з місцевих футболістів і він перейшов до «Енергії» (Братськ). За сибіряків відіграв три сезони, одним з його партнерів був колишній «дніпровець» Олександр Кошлатенко. 1978 року почали дошкуляти травми і він вирішив завершити ігрову кар'єру. Всього провів 25 ігор у вищій лізі, 201 — у першій лізі і 12 — у кубку СРСР.
Повернувся до Дніпропетровська. Від Ярослава Баликіна надійшла пропозиція зайнятися арбітражом футбольних матчів, але вона не влаштовувала у фінансовому плані. Влаштувався працювати за фахом, на художньому комбінаті. До його обов'язків входило оформлення вулиць міста перед святами, яких у той час було достатньо багато. Виготовляв банери, усілякі панно, картини з зображенням героїв соціалістичної праці та іншу наочну агітацію. Для обласного комітету КПРС креслив графіки, які відображали стан справ у різних галузях господарства — енергетиці, будівництві тощо.
З 1983 року почав співпрацювати з футбольною командою, а п'ять років потому був включений до штату. Брав участь в оформленні клубного музею, який створювався у той час.
Для підвищення кваліфікації їздив до Львова, де знаходився єдиний на території СРСР цех по виготовленню спортивних вимпелів. Після повернення, при клубові був організований кооператив «Форвард», що почав виробляти тотожну продукцію. Перші зроблені вимпели були до ігор чемпіонату-88 «Дніпро» — «Динамо» (Київ) і «Дніпро» — «Спартак» (Москва), а також до першого єврокубкового матчу у Дніпропетровську за участю французького «Бордо». Наступного сезону був виготовлений вимпел до фіналу кубка СРСР, в якому «Дніпро» здобув перемогу над московським «Торпедо» завдяки голу Антона Шоха.
Найбільше замовлення було від єреванського «Арарата» — чотири з половиною тисячі екземплярів. Також виготовляв вимпели до чемпіонату світу 1990 року. Цією справою займався до виходу на пенсію, а продовжили її — донька з чоловіком.

## Статистика
| Сезон             | Команда             | Чемпіонат | Чемпіонат | Чемпіонат | Кубок | Кубок |
| Сезон             | Команда             | Ліга      | Ігри      | Голи      | Ігри  | Голи  |
| ----------------- | ------------------- | --------- | --------- | --------- | ----- | ----- |
| 1963              | «Арсенал» (Київ)    | Д-3       |           |           | —     | —     |
| 1966              | СКА (Хабаровськ)    | Д-2       | 8         | 0         | —     | —     |
| 1967              | «Динамо» (Москва)   | Д-1       | —         | —         | —     | —     |
| 1968              | «Дніпро»            | Д-2       | 37        | 3         | 1     | 0     |
| 1969              | «Дніпро»            | Д-2       | 45        | 0         | 2     | 0     |
| 1970              | «Дніпро»            | Д-2       | 39        | 0         | 1     | 0     |
| 1971              | «Дніпро»            | Д-2       | 40        | 0         | 1     | 0     |
| 1972              | «Дніпро»            | Д-1       | 17        | 0         | 2     | 0     |
| 1973              | «Дніпро»            | Д-1       | 8         | 0         | 4     | 0     |
| 1974              | «Рубін» (Казань)    | Д-3       | 42        | 0         |       |       |
| 1975              | «Рубін» (Казань)    | Д-2       | 32        | 0         | 1     | 0     |
| 1976              | «Енергія» (Братськ) | Д-3       | 34        | 0         |       |       |
| 1977              | «Енергія» (Братськ) | Д-3       |           |           |       |       |
| 1978              | «Енергія» (Братськ) | Д-3       |           |           |       |       |
| Усього за кар'єру | Усього за кар'єру   | Д-1       | 25        | 0         | 12    | 0     |
| Усього за кар'єру | Усього за кар'єру   | Д-2       | 201       | 3         | 12    | 0     |